# Haïm Bitan
Pour les articles homonymes, voir Bitan.
Haïm Bitan ou Haïm Bittan, né à la fin des années 1940 à Djerba, est un rabbin tunisien.

## Biographie
Fils d'un commerçant, issu d'une grande fratrie et père de huit enfants, il est formé dans une yechiva de Djerba.
Il est nommé grand-rabbin de Tunisie par un décret présidentiel en 2004 après la mort de son prédécesseur, Haïm Madar (en), dont il a été l'assistant ; ceci fait de lui l'autorité suprême de la communauté juive. Il continue à vivre dans sa maison à l’entrée de la Hara Kbira à Djerba, où il enseigne dans la yechiva. Il pratique également l'abattage rituel et la circoncision.
En 2013, il s'oppose à une proposition de loi sur l'attribution de sièges permanents à l'Assemblée des représentants du peuple pour la communauté. En 2019, il est invité à la prestation de serment du président Kaïs Saïed.
Il siège par ailleurs au présidium de l'Alliance des rabbins des États islamiques (en) depuis février 2021.